# Unrecord
Unrecord ist ein angekündigter Ego-Shooter des französischen Entwicklers DRAMA.
Das Spiel erhielt nach der Vorstellung von Spielszenen, die durch nahezu fotorealistische Computergrafik bestechen, mediale Aufmerksamkeit.
Ein Veröffentlichungstermin für das Spiel ist nicht bekannt.

## Gameplay und Setting
Laut der Pressemappe des Spiels ist Unrecord ein „taktischer“ Ego-Shooter und von der Konzeption her eine Kombination aus dem Abenteuerspiel Firewatch und dem Taktik-Shooter Ready or Not. Obwohl Realismus ein „integraler“ Bestandteil des Spiels ist, hat DRAMA erklärt, dass Unrecord kein Simulationsspiel ist. Laut der Steam-Seitenbeschreibung zu Unrecord ist die Geschichte des Spiels mit einem „Krimi oder Thriller“ vergleichbar, in der Einzelspielerkampagne untersucht der Spieler mehrere Kriminalfälle.
Im Spiel wird ein Polizist gesteuert. Die Egoperspektive erfolgt, statt wie bei gängigen Ego-Shootern üblich, nicht durch die Augen des Protagonisten, sondern durch die Body-Cam, die der Polizist mit sich führt. Obwohl die Body-Cam-Perspektive als zentraler Bestandteil des Spielerlebnisses gilt, da die beim Schusswechsel verwackelten Aufnahmen der Bodycam sowie die dadurch erzeugte Unschärfe – neben einem leichten Fischaugeneffekt und einer gelegentlichen Überbelichtung – für Realismus sorgen, sind im Spiel Barrierefreiheitsoptionen und anpassbare Kameraeinstellungen implementiert, um Gaming Sickness zu reduzieren.

## Entwicklung
Unrecord ist das erste Spiel des französischen Independent-Spieleentwicklers DRAMA. Im Oktober 2022 stellte das Studio das Spiel vor. Der Erfolg des Videos, die gestiegene Aufmerksamkeit der Öffentlichkeit veranlasste DRAMA, die Entwicklung des Spiels zu beschleunigen. Eigenen Angaben zufolge nutzt DRAMA zur Erstellung einer fotorealistischen Computergrafik Megascans sowie die Unreal Engine 5 und eigenentwickelte Werkzeuge. DRAMA erklärte, dass nicht von einer Veröffentlichung im Jahr 2023 ausgegangen wurde.

## Publicity
Bis April 2023 wurde das zur offiziellen Bekanntgabe des Spiels veröffentlichte Reveal-Video, das Spielszenen zeigt, mehr als 9,8 Millionen Mal aufgerufen. Im April 2023 wurde ein weiterer Trailer mit Spielszenen veröffentlicht. Stand April 2023 hatten 600.000 Steam-Benutzer Unrecord auf ihrer Steam-Wunschliste vorgemerkt. Die realistische Darstellung führte zu Vorwürfen, dass der Gameplay-Trailer von Unrecord unter Verwendung von echten Körperkameraaufnahmen oder einer vorgerenderten Tech-Demo gefälscht wurde. Auch wurde den Entwicklern vorgeworfen Assets über ein echtes Video gelegt zu haben. Als Reaktion darauf veröffentlichte DRAMA ein Video, das die Spielumgebung innerhalb der Unreal Engine-Benutzeroberfläche zeigt, um zu beweisen, dass es sich bei dem Spiel nicht um einen interaktiven Film oder einen Rail Shooter handelt. IGN erklärte nach einer eigenen Überprüfung, dass der Gameplay-Trailer echt ist. Kritik wurde auch an der realistischen Darstellung des Spiels geübt, da diese realen Körperkameravideos von US-amerikanischen Polizeien ähnelt. Als Reaktion auf die Vorwürfe, dass Unrecord entweder eine Pro-Polizei- oder eine Anti-Polizei-Agenda verfolgte, veröffentlichte DRAMA eine Erklärung auf Steam, in der es erklärte, dass „Themen wie Rassismus, Diskriminierung, Gewalt gegen Frauen und Minderheiten“ im Spiel nicht vorkommen und Unrecord „keine manichäische Sicht auf kriminelle Handlungen und Polizeigewalt vermittelt.“